# Trypanosoma baigulensis
Trypanosoma baigulensis – kinetoplastyd z rodziny świdrowców należący do królestwa protista. Pasożytuje w osoczu krwi ryb.
T. baigulensis jest gatunkiem polimorficznym występującym w 3 formach: małej, średniej i dużej.